# Leucadendron
- Commons
- Wikispecies

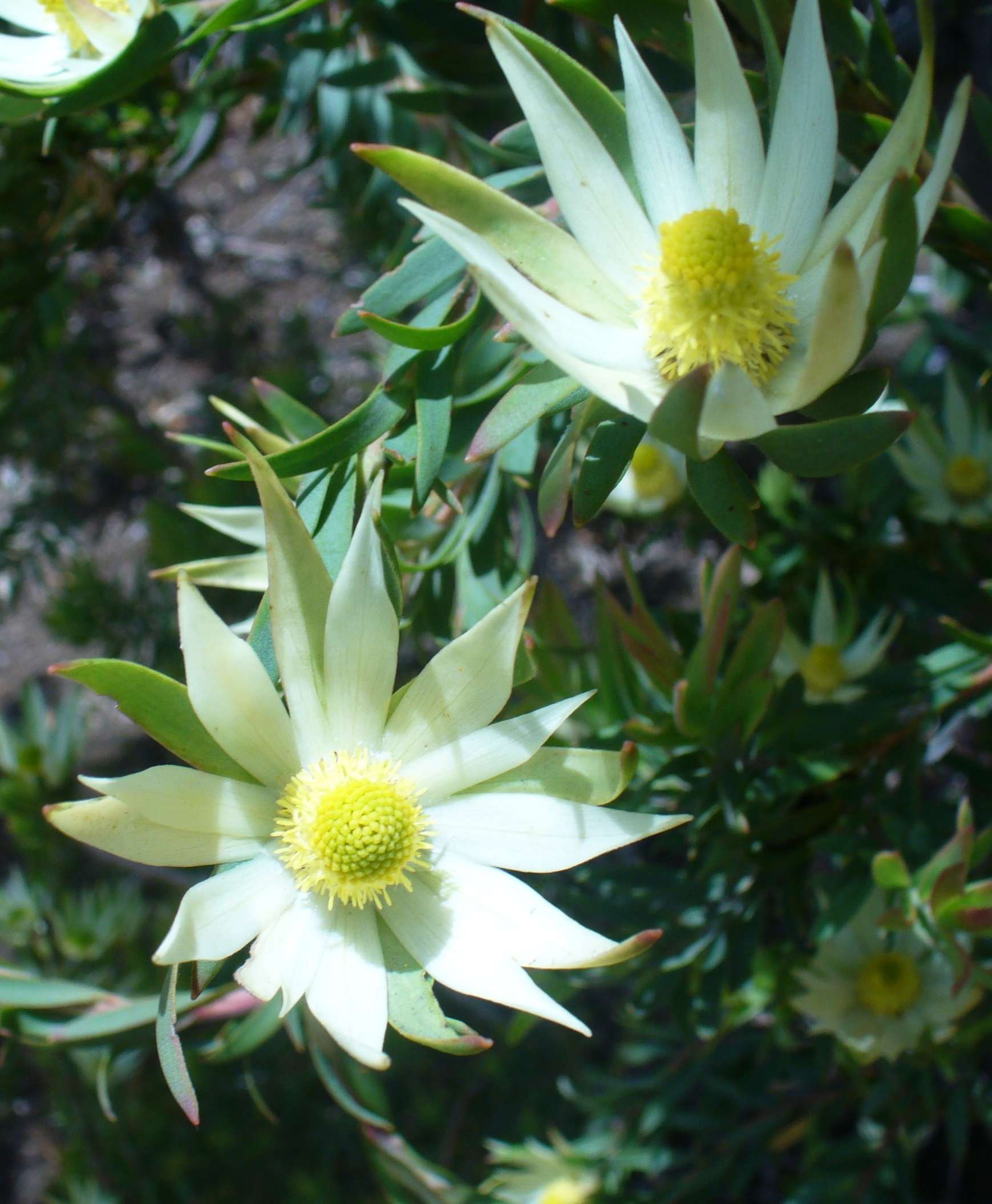
Leucadendron loriense

Leucadendron R. Br. é um género botânico pertencente à família Proteaceae.

## Sinonímia
- Euryspermum Salisb.

## Espécies
| - Leucadendron album - Leucadendron arcuatum - Leucadendron argenteum - Leucadendron barkerae - Leucadendron bonum - Leucadendron brunioides - Leucadendron burchellii - Leucadendron cadens - Leucadendron chamelaea - Leucadendron cinereum - Leucadendron comosum - Leucadendron concavum - Leucadendron conicum - Leucadendron coniferum - Leucadendron cordatum - Leucadendron coriaceum - Leucadendron corymbosum - Leucadendron cryptocephalum - Leucadendron daphnoides - Leucadendron diemontianum - Leucadendron discolor - Leucadendron dregei - Leucadendron dubium - Leucadendron elimense - Leucadendron ericifolium - Leucadendron eucalyptifolium - Leucadendron flexuosum - Leucadendron floridum - Leucadendron foedum | - Leucadendron galpinii - Leucadendron gandogeri - Leucadendron glaberrimum - Leucadendron globosum - Leucadendron grandiflorum - Leucadendron gydoense - Leucadendron immoderatum - Leucadendron lanigerum - Leucadendron laureolum - Leucadendron laxum - Leucadendron levisanus - Leucadendron linifolium - Leucadendron loeriense - Leucadendron loranthifolium - Leucadendron macowanii - Leucadendron meridianum - Leucadendron meyerianum - Leucadendron microcephalum - Leucadendron modestum - Leucadendron muirii - Leucadendron nervosum - Leucadendron nitidum - Leucadendron nobile - Leucadendron olens - Leucadendron orientale - Leucadendron osbornei - Leucadendron platyspermum - Leucadendron pondoense | - Leucadendron procerum - Leucadendron pubescens - Leucadendron pubibracteolatum - Leucadendron radiatum - Leucadendron remotum - Leucadendron roodii - Leucadendron rourkei - Leucadendron rubrum - Leucadendron salicifolium - Leucadendron salignum - Leucadendron sericeum - Leucadendron sessile - Leucadendron sheilae - Leucadendron singulare - Leucadendron sorocephalodes - Leucadendron spirale - Leucadendron spissifolium - Leucadendron stellare - Leucadendron stelligerum - Leucadendron strobilinum - Leucadendron teretifolium - Leucadendron thymifolium - Leucadendron tinctum - Leucadendron tradouwense - Leucadendron uliginosum - Leucadendron verticillatum - Leucadendron xanthoconus |

- Lista completa

## Classificação do gênero
| Sistema | Classificação                      | Referência               |
| ------- | ---------------------------------- | ------------------------ |
| Linné   | Classe Tetrandria, ordem Monogynia | Species plantarum (1753) |